# الکسانترینکاتو
۶۰°۱۰′۸٫۴″ شمالی ۲۴°۵۷′۳٫۶″ شرقی / ۶۰٫۱۶۹۰۰۰°شمالی ۲۴٫۹۵۱۰۰۰°شرقی

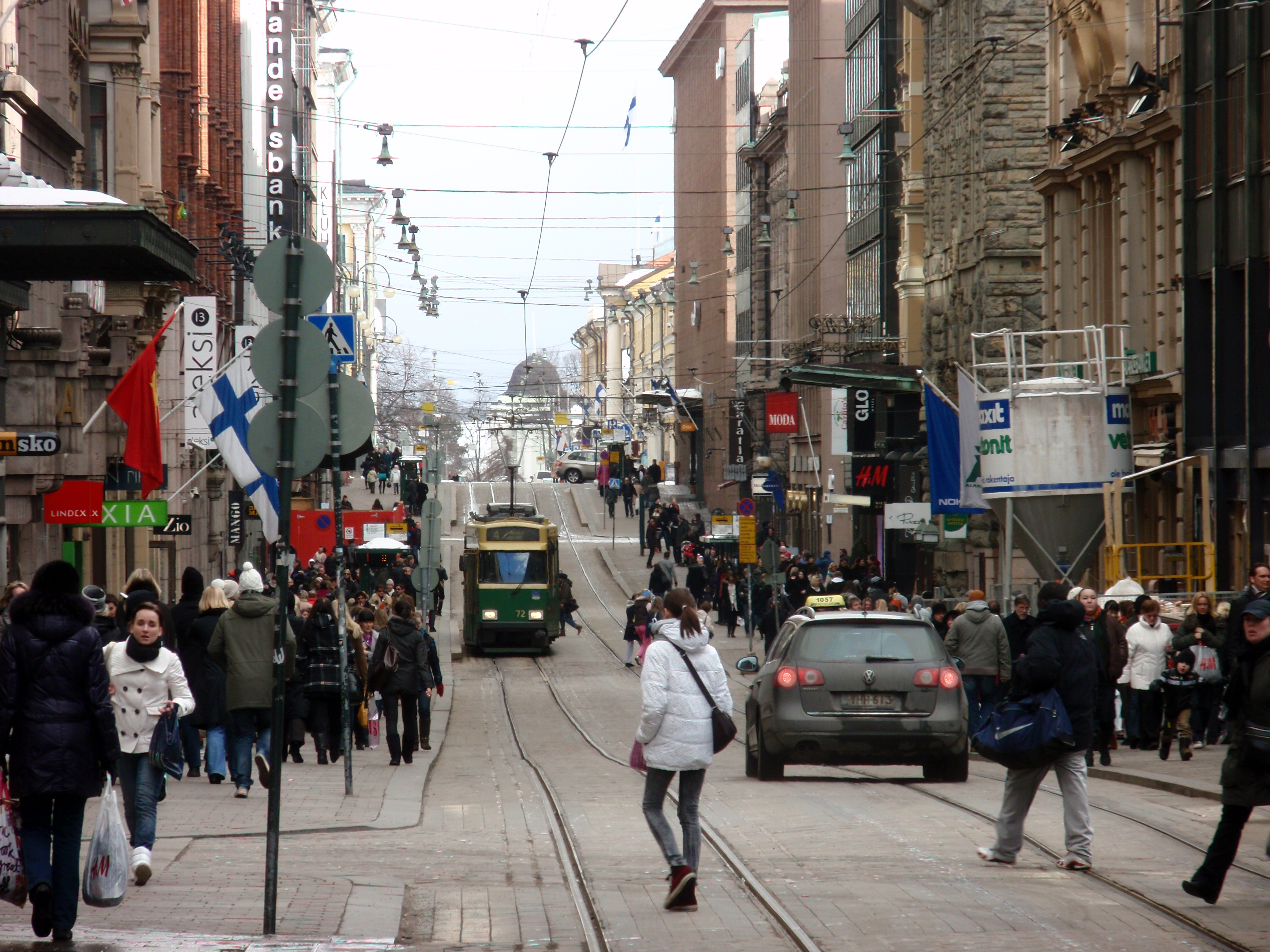
خیابان الکسانترینکاتو

الکسانترینکاتو (انگلیسی: Aleksanterinkatu)، (سوئدی: Alexandersgatan) خیابانی مشهور در محله کلووی مرکز تجاری هلسینکی پایتخت فنلاند است. این خیابان توسط کارل لودویک انگل طراحی شده‌است.
این خیابان از نزدیکی کاخ ریاست جمهوری آغاز می‌شود و به خیابان مانرهایمینتی، طولانی‌ترین خیابان هلسینکی می‌رسد. در این مسیر چندین بنای معروف مانند کلیسای جامع هلسینکی، دفتر اصلی سابق بانک نوردیا، و ساختمان اصلی دانشگاه هلسینکی وجود دارد.

## پیشینه و مراسم‌ها
این خیابان که در هلسینکی به زبان عامیانه به نام الکسی Aleksi شناخته می‌شود، در سال ۱۸۳۳ به نام امپراتور الکساندر یکم روسیه نام‌گذاری شد. این خیابان ابتدا با نام سوورکاتو به معنی خیابان بزرگ (سوئدی: Storgatan) رسمیت یافت اما پس از مرگ الکساندر یکم به احترام وی تغییر نام یافت. خیابان‌های فرعی الکسانترینکاتو به نام مادر امپراتور، برادران و خواهران وی نام‌گذاری شده‌اند.
به‌طور سنتی در زمان کریسمس، این خیابان با چراغ‌های مخصوص کریسمس تزئین می‌شود. خطوط تراموای ۲، ۳، ۴٬۴T, 7A و ۷B در امتداد خیابان الکسانترینکاتو حرکت می‌کنند. از این تعداد، فقط ۴ و ۴T در مسیر این خیابان ایستگاه دارند.
نام الکسانترینکاتو در بسیاری از شهرهای فنلاند مانند تامپره، لاختی، اولو، پوروو و لوویسا برای خیابان استفاده شده‌است.

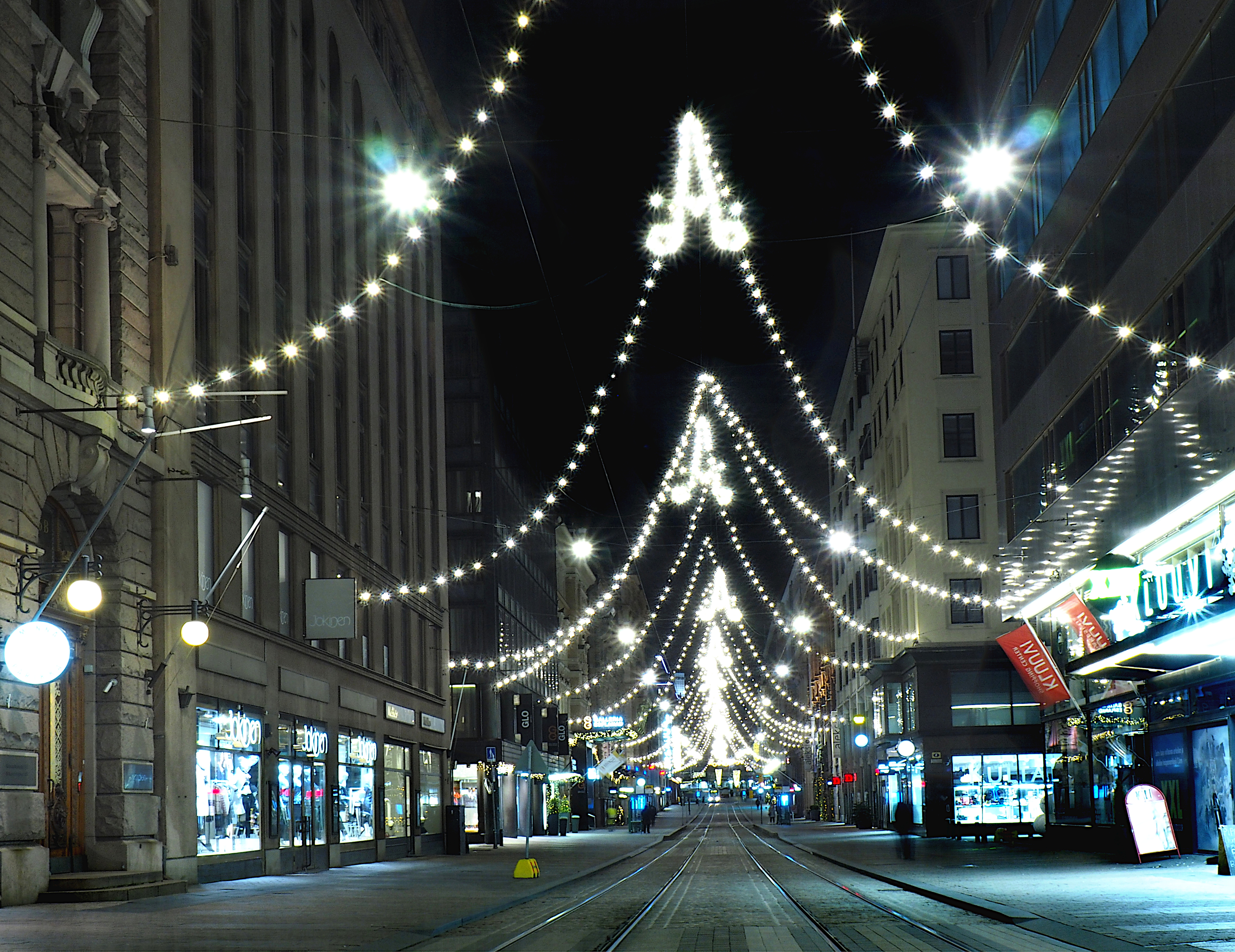
الکسانترینکاتو در ایام کریسمس

## نگارخانه

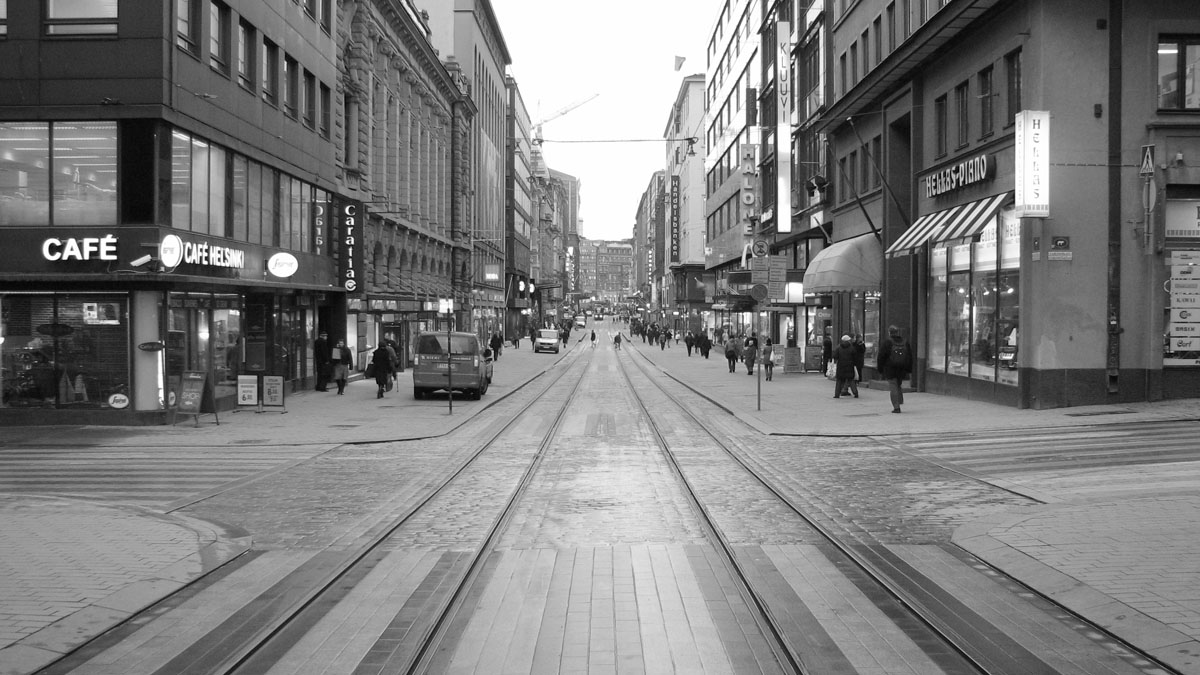
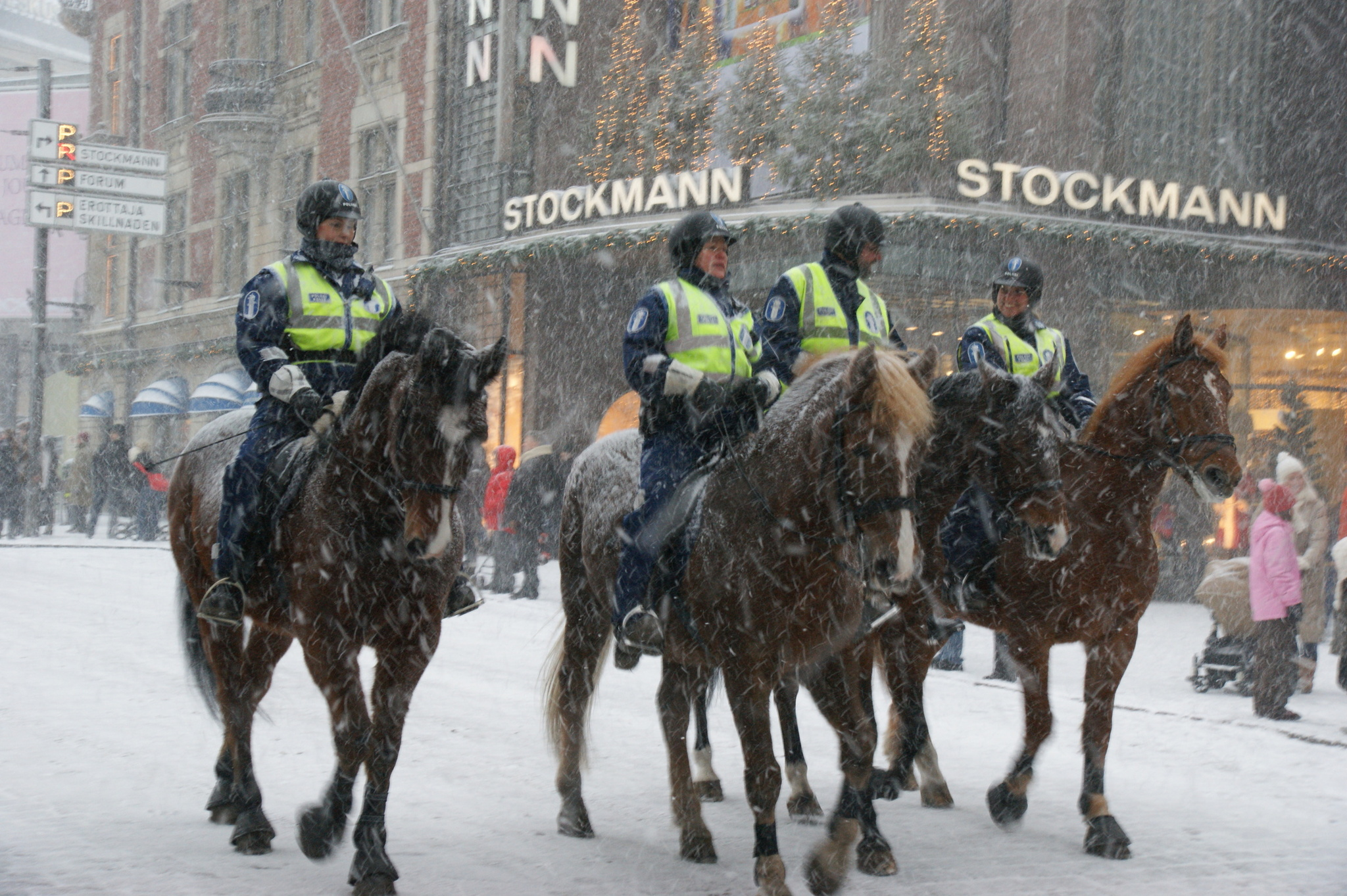
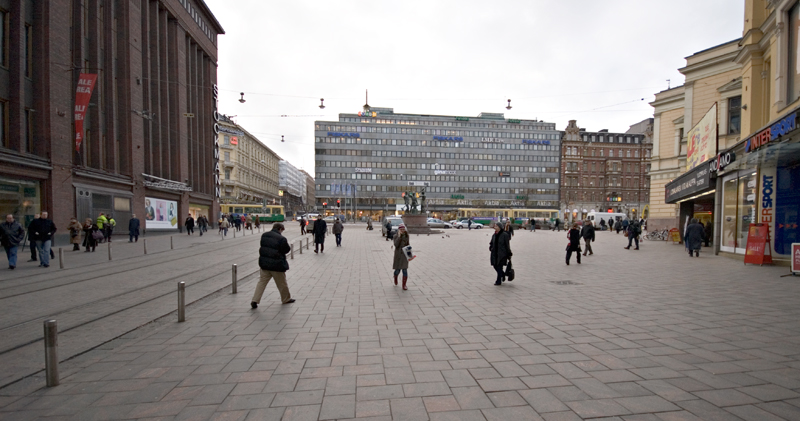
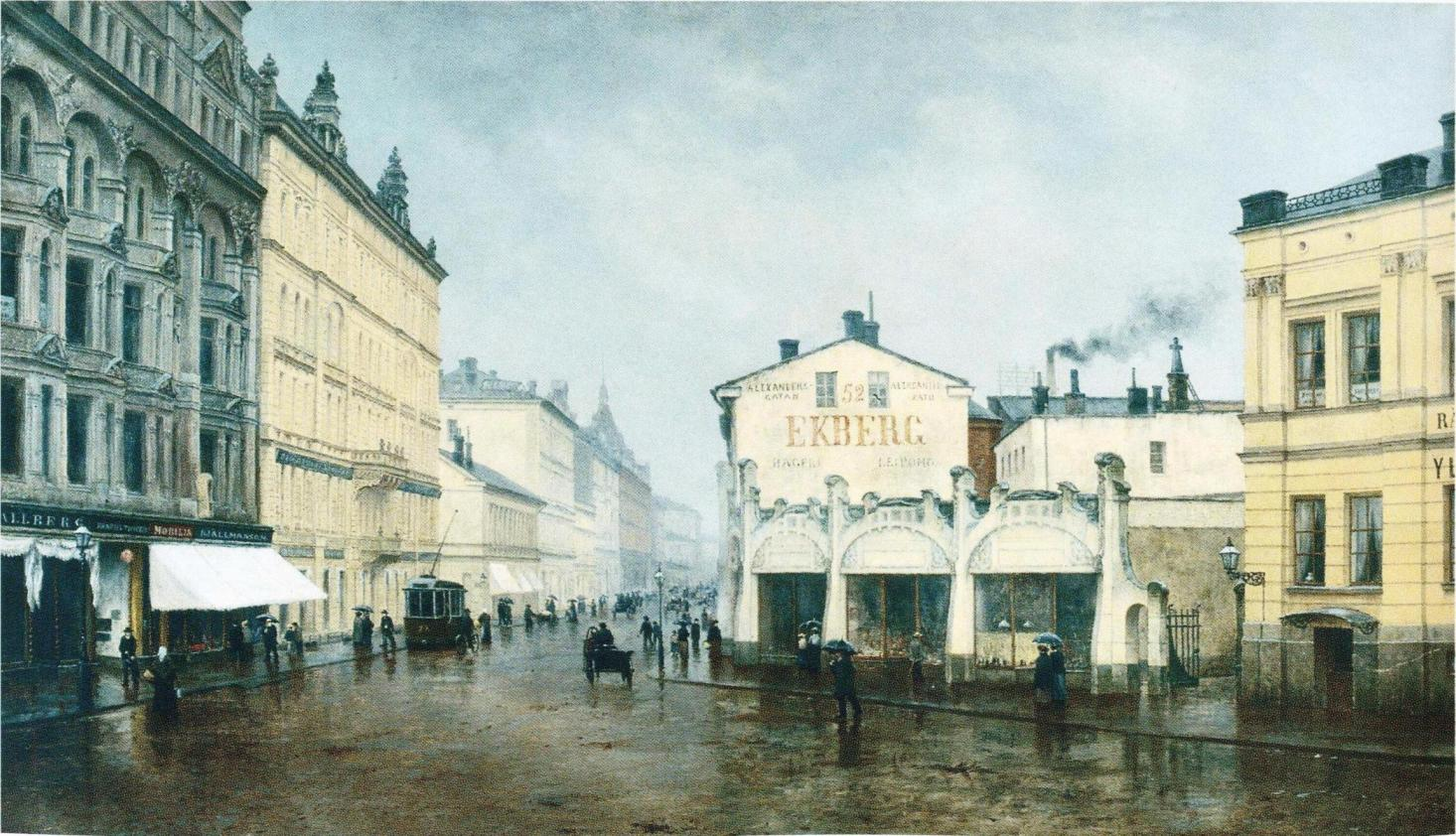
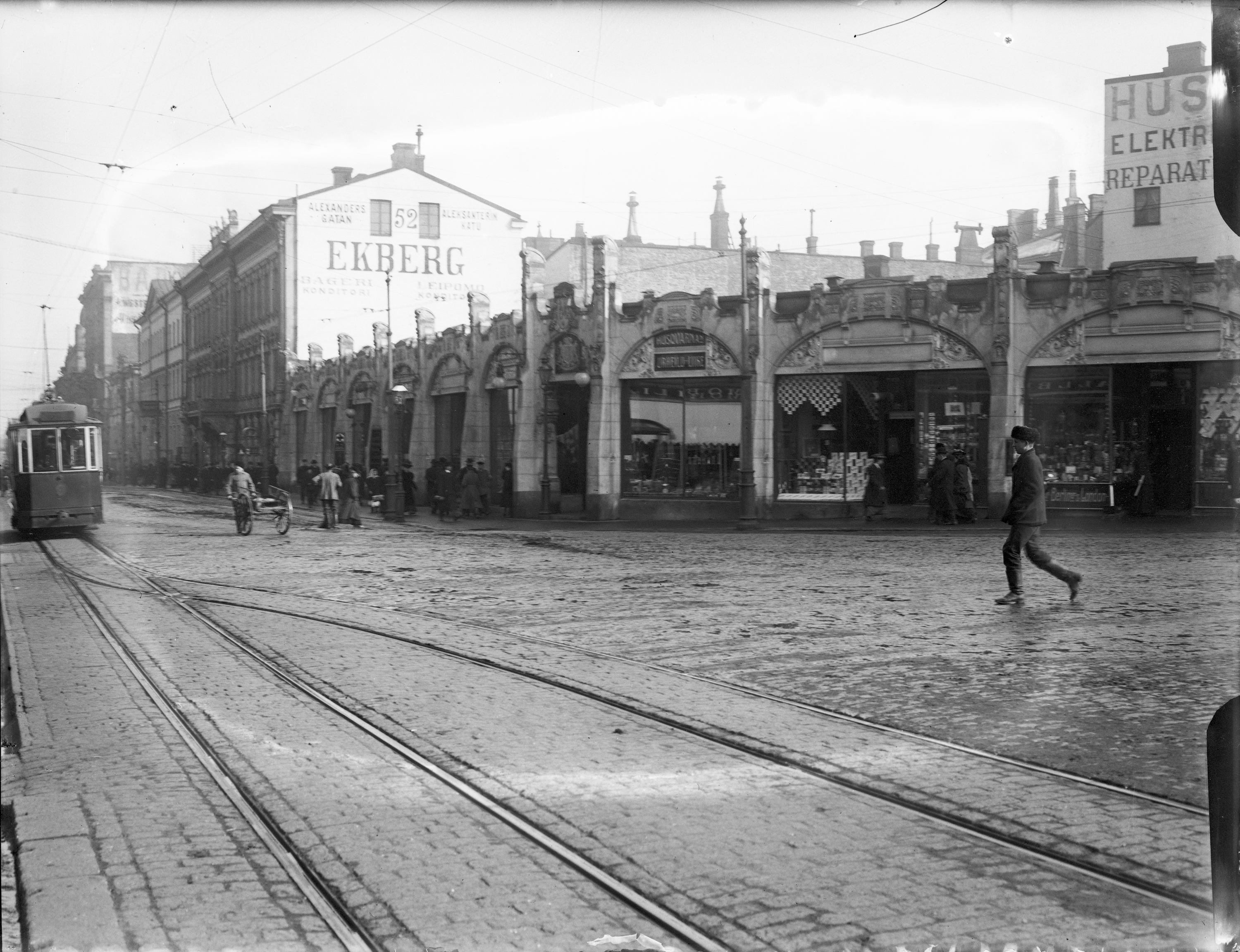
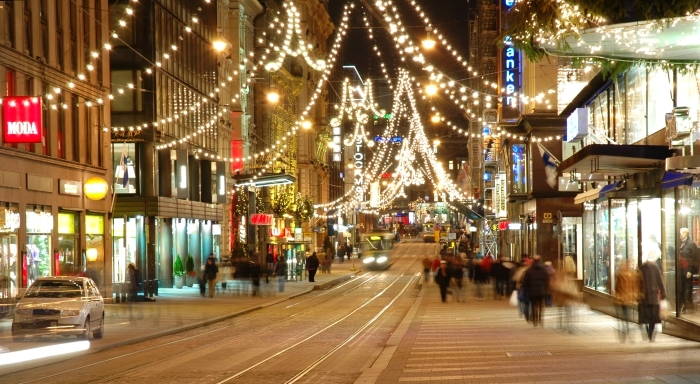